# Distribuzione di Skellam
In teoria delle probabilità la distribuzione di Skellam è una distribuzione di probabilità che governa la differenza tra due variabili aleatorie indipendenti aventi entrambe una distribuzione di Poisson. Prende il nome da John Gordon Skellam.

## Definizione
La distribuzione di Skellam di parametri {\displaystyle (\lambda _{1},\lambda _{2})} è la distribuzione di probabilità della variabile aleatoria
{\displaystyle Y=X_{1}-X_{2}}
definita da due variabili aleatorie indipendenti {\displaystyle X_{1}} e {\displaystyle X_{2}} che seguono rispettivamente le distribuzioni di Poisson di parametri {\displaystyle \lambda _{1}} e {\displaystyle \lambda _{2}}.
La distribuzione di probabilità di {\displaystyle Y=X_{1}-X_{2}} è
{\displaystyle P(n)=e^{-(\lambda _{1}+\lambda _{2})}\left({\frac {\lambda _{1}}{\lambda _{2}}}\right)^{\frac {n}{2}}I_{|n|}(2{\sqrt {\lambda _{1}\lambda _{2}}})},
dove {\displaystyle I_{\alpha }} è la funzione di Bessel di primo tipo modificata
Questa distribuzione si ricava dalle distribuzioni {\displaystyle P(X_{i}=n_{i})=e^{-\lambda _{i}}\lambda _{i}^{n}/n!}, esprimendo
{\displaystyle P(Y=n)=\sum _{n_{1}-n_{2}=n}P(X_{1}=n_{1})P(X_{2}=n_{2})={\frac {1}{e^{\lambda _{1}+\lambda _{2}}}}\left({\frac {\lambda _{1}}{\lambda _{2}}}\right)^{\frac {n}{2}}\sum {\frac {\lambda _{1}^{n_{1}-{\frac {n}{2}}}\lambda _{2}^{n_{2}+{\frac {n}{2}}}}{n_{1}!n_{2}!}}};
mostrando che {\displaystyle \textstyle {\frac {P(Y=n)}{P(Y=-n)}}=\left({\frac {\lambda _{1}}{\lambda _{2}}}\right)^{n}} si ottiene la formula per la distribuzione di {\displaystyle Y}.
Nel caso particolare in cui entrambe le variabili {\displaystyle X_{1}} e {\displaystyle X_{2}} seguano la stessa distribuzione di probabilità {\displaystyle \mathbb {P} (\lambda )}, la distribuzione diventa simmetrica e la distribuzione è
{\displaystyle P(n)=e^{-2\lambda }I_{|n|}(2\lambda )}.

## Caratteristiche
La variabile aleatoria {\displaystyle Y=X_{1}-X_{2}} con distribuzionedi Skellam di parametri {\displaystyle (\lambda _{1},\lambda _{2})} ha
- speranza matematica

{\displaystyle E[Y]=E[X_{1}]-E[X_{2}]=\lambda _{1}-\lambda _{2}\ }
- funzione caratteristica

{\displaystyle \phi _{Y}(t)=\phi _{X_{1}}(t)\phi _{X_{2}}(-t)=e^{\lambda _{1}e^{it}+\lambda _{2}e^{-it}-(\lambda _{1}+\lambda _{2})}}
- funzione generatrice dei momenti

{\displaystyle g_{Y}(t)=g_{X_{1}}(t)g_{X_{2}}(-t)=e^{\lambda _{1}e^{t}+\lambda _{2}e^{-t}-(\lambda _{1}+\lambda _{2})}}
Prendendo
{\displaystyle s=\lambda _{1}+\lambda _{2}} e {\displaystyle d=\lambda _{1}+\lambda _{2}},
dalla funzione generatrice dei momenti si ricavano i primi momenti semplici
{\displaystyle \mu _{1}(Y)=d}, {\displaystyle \mu _{2}(Y)=d^{2}+s}, {\displaystyle \mu _{3}(Y)=d^{3}+3ds+d}, {\displaystyle \mu _{4}(Y)=d^{4}+6d^{2}s+4d^{2}+3s^{2}+s}
e i primi momenti centrali
{\displaystyle m_{2}(Y)=s}, {\displaystyle m_{3}(Y)=d}, {\displaystyle m_{4}(Y)=3s^{2}+s};
in particolare si trovano la varianza
{\displaystyle {\text{Var}}(Y)=m_{2}(Y)=s=\lambda _{1}+\lambda _{2}\ }
e gli indici di asimmetria e curtosi
{\displaystyle \gamma _{1}={\frac {m_{3}}{m_{2}^{3/2}}}={\frac {d}{s^{3/2}}}={\frac {\lambda _{1}-\lambda _{2}}{(\lambda _{1}+\lambda _{2})^{\frac {3}{2}}}}},
{\displaystyle \gamma _{2}={\frac {m_{4}}{m_{2}^{2}}}-3={\frac {3s^{2}+s}{s^{2}}}-3={\frac {1}{s}}=(\lambda _{1}+\lambda _{2})^{-1}}.

## Proprietà
La distribuzione di Poisson può essere considerata un caso particolare della distribuzione di Skellam, con parametri {\displaystyle (\lambda ,0)}; in altri termini, considerando la distribuzione degenere ({\displaystyle {P(X_{2}=0)=1}}) un caso particolare di distribuzione di Poisson con parametro 0, la variabile aleatoria {\displaystyle Y=X_{1}-X_{2}=X_{1}} è differenza di due variabili aleatorie indipendenti aventi distribuzioni di Poisson.
La somma e la differenza di due o più variabili aleatorie indipendenti che seguono distribuzioni di Skellam (o di Poisson) seguono entrambe una distribuzione di Skellam. Questa proprietà segue dalla definizione di distribuzione di Skellam e dall'analoga proprietà per la somma di due o più variabili aleatorie indipendenti con distribuzione di Poisson.
Più precisamente, se {\displaystyle X=X_{1}-X_{2}} e {\displaystyle Y=Y_{1}-Y_{2}} seguono rispettivamante le distribuzioni di Skellam di parametri {\displaystyle (\lambda _{1},\lambda _{2})} e {\displaystyle (\mu _{1},\mu _{2})}, allora
{\displaystyle -X=X_{2}-X_{1}} segue la distribuzione di Skellam di parametri {\displaystyle (\lambda _{2},\lambda _{1})},
{\displaystyle X+Y=(X_{1}+Y_{1})-(X_{2}+Y_{2})} segue la distribuzione di Skellam di parametri {\displaystyle (\lambda _{1}+\mu _{1},\lambda _{2}+\mu _{2})},
{\displaystyle X-Y=(X_{1}+Y_{2})-(X_{2}+Y_{1})} segue la distribuzione di Skellam di parametri {\displaystyle (\lambda _{1}+\mu _{2},\lambda _{2}+\mu _{1})},